# Охота на зверя
«Охо́та на зве́ря» (англ. Belly of the Beast) — американский боевик режиссёра Чэна Сяодуна. Премьера в США состоялась 30 декабря 2003 года. Фильм вышел сразу на видео.

## Сюжет
Американка Джессика Хоппер (Сара Малакул Лэйн) и её подруга, дочь сенатора, находясь в Таиланде, оказываются захваченными террористами, которые угрожают убить девушек, если их требования не будут выполнены. На помощь заложницам отправляется Джейк Хоппер (Стивен Сигал), отец одной из пленённых девушек, бывший сотрудник ЦРУ и мастер боевых искусств.

## В ролях
| Актёр                  | Роль                      |
| ---------------------- | ------------------------- |
| Стивен Сигал           | Джейк Хоппер              |
| Байрон Манн            | Санти                     |
| Сара Малакул Лэйн      | Джессика Хоппер           |
| Моника Ло              | Лулу                      |
| Том Ву                 | генерал Джапантан         |
| Патрик Робинсон        | Леон Вашингтон            |
| Винсент Риотта         | Фитч Маккуэйд             |
| Эйлид Маккуин          | Сара Уинтроп              |
| Кеворк Маликян         | Фердинанд Задир           |
| Понгпат Вачирабунджонг | Монгкол                   |
| Шакрит Ямнам           | Брис                      |
| Норман Виратум         | Сатеп                     |
| Сиу Танг Чан           | Конг                      |
| Макс Руддок            | Рассел                    |
| Мартин Макдугалл       | Том Коллинз               |
| Йен Робисан            | Том Блэйк                 |
| Ваннакит Сириопут      | Томми Тайбэй              |
| Николас Рошетт         | человек в маске           |
| Аластер Варди          | охранник                  |
| Энди Адам              | охранник                  |
| Акалук Ойсинго         | водитель такси эпизод     |
| Малин Моберг           | женщина в бассейне эпизод |

## Производство
Фильм снимался в Бангкоке в течение 42-х дней: с 3 февраля по 17 марта 2003 года.
Фильм заканчивается словами «памяти нашего друга Трэвора Мюррея». Трэвор Мюррей (Trevor Murray), художник-постановщик фильма, скончался в Бангкоке от естественных причин незадолго до окончания съёмок.

## Выпуск
Фильм был выпущен на DVD с маркировкой Region 1 для США 30 декабря 2003 года и маркировкой Region 2 для Великобритании 16 февраля 2004 года компанией «Columbia TriStar Home Entertainment».

## Рецензии
Фильм получил в целом отрицательные отзывы. Скотт Уэйнберг из eFilmCritic.com поставил оценку 1,5 из 5 и раскритиковал актёрскую игру Стивена Сигала. Журнал Empire поставил оценку 1 из 5 и отметил, что этот фильм «особенно плох».